# إدموند راندولف
إدموند جينينغز راندولف (بالإنجليزية: Edmund Randolph)(10 أغسطس 1753 – 12 سبتمبر 1813) كان أحد الآباء المؤسسين للولايات المتحدة، ومحاميًا، شغل منصب الحاكم السابع لولاية فيرجينيا. شارك في المؤتمر الدستوري بصفته مندوبًا عن ولاية فيرجينيا وساهم في صياغة الدستور الوطني من خلال عضويته في لجنة التفاصيل. عيّنه الرئيس جورج واشنطن كأول مدعٍ عام للولايات المتحدة، ثم تولّى لاحقًا منصب وزير الخارجية الثاني خلال إدارة واشنطن.

## النشأة
وُلد إدموند راندولف في 10 أغسطس 1753 في ويليامزبرغ بمستعمرة فيرجينيا، لعائلة راندولف ذات النفوذ الكبير في تلك الفترة. تلقّى تعليمه في كلية ويليام وماري، وبعد تخرجه بدأ دراسة القانون تحت إشراف والده جون راندولف وعمه بيتون راندولف.
مع اندلاع الثورة الأمريكية عام 1775، فرّ والده—الذي كان من الموالين النشطين للتاج البريطاني—مع عائلته إلى بريطانيا، بينما بقي إدموند في أمريكا وانضم إلى الجيش القاري مساعدًا لمعسكر الجنرال جورج واشنطن.
عاد إدموند إلى فيرجينيا بعد وفاة عمه بيتون راندولف في أكتوبر 1775 ليتولى مهمة تنفيذ وصيته، وخلال تلك الفترة انتخب ممثلًا في المؤتمر الرابع لفيرجينيا. تولّى لاحقًا منصب عمدة ويليامزبرغ، ثم أصبح المدعي العام لولاية فيرجينيا، وهو المنصب الذي شغله حتى عام 1786.
في 29 أغسطس 1776 تزوج من إليزابيث نيكولاس، ابنة روبرت سي. نيكولاس، وأنجبا ستة أطفال من بينهم بيتون راندولف، الذي شغل منصب حاكم فيرجينيا من عام 1811 إلى 1812.

## بداية العمل السياسي
تم اختيار راندولف كواحد من 11 مندوبًا لتمثيل فرجينيا في المؤتمر القاري عام 1779 وعمل كمندوب فيه حتى عام 1782. كما ظل يعمل في مجال القانون الخاص، حيث تعامل مع العديد من القضايا القانونية لواشنطن وآخرين.
انتخب راندولف حاكماً لولاية فرجينيا عام 1786. في ذلك العام ، كان مندوباً في مؤتمر أنابوليس، علم جون مارشال القانون ثم اتخذه شريكًا له، ونقل مهامه القانونية المربحة إلى مارشال عندما أصبح راندولف حاكمًا، بسبب منع قانون فيرجينيا المسؤولين التنفيذيين من العمل القانوني في محاكمها.

#### الاتفاقية الدستورية
في العام التالي، شارك راندولف كمندوب عن ولاية فرجينيا في المؤتمر الدستوري، وكان حينها يبلغ من العمر 34 عامًا. قدّم خلال المؤتمر خطة فرجينيا، التي دعت إلى إنشاء حكومة مركزية قوية، ونظام تنفيذي مكوّن من ثلاثة رؤساء موزعين على مناطق مختلفة من البلاد، إلى جانب سلطة تشريعية من مجلسين، يُنتخب أعضاؤهما على أساس عدد سكان كل ولاية. كما اقترح، وبدعم بالإجماع من مندوبي المؤتمر، إنشاء سلطة قضائية وطنية، وهو ما أصبح لاحقًا أساس المادة الثالثة من دستور الولايات المتحدة، لتعويض غياب نظام قضائي في مواد الاتحاد السابقة.
كان راندولف أيضًا عضوًا في لجنة التفاصيل، وهي اللجنة المسؤولة عن صياغة أول مسودة للدستور انطلاقًا من المبادئ الواردة في خطة فرجينيا.
ورغم مساهماته البارزة، رفض راندولف التوقيع على الوثيقة النهائية للدستور، وكان واحدًا من ثلاثة مندوبين فقط حضروا المؤتمر وامتنعوا عن التوقيع، إلى جانب جورج ميسون من فرجينيا وإلبريدج جيري من ماساتشوستس.
برر رفضه بأن المسودة النهائية للدستور تفتقر إلى التوازن الكافي بين السلطات، ونشر اعتراضاته في أكتوبر 1787. أعرب عن قلقه من أن القضاء الفيدرالي قد يُضعف محاكم الولايات، واعتبر مجلس الشيوخ يتمتع بسلطات مفرطة، وأن صلاحيات الكونغرس كانت أوسع من اللازم. كما انتقد غياب بند يطالب بانعقاد مؤتمر دستوري ثانٍ بعد عرض الوثيقة على الولايات للمصادقة.

### دور في التصديق
لعب إدموند راندولف دورًا بارزًا في صياغة الدستور الأمريكي الأصلي، حيث قدّم خطة فرجينيا أثناء مشاركته كمندوب عن ولايته. وقد شكّلت هذه الخطة الأساس الذي بُنيت عليه المسودة النهائية للدستور، رغم إدخال العديد من التعديلات عليها لاحقًا. ومع ذلك، امتنع راندولف عن التوقيع على النسخة النهائية من الدستور، إذ عبّر عن رغبته في توفير ضمانات أقوى لحقوق الأفراد، وأبدى اعتراضه على بعض التعديلات التي أدخلت على خطته الأصلية.

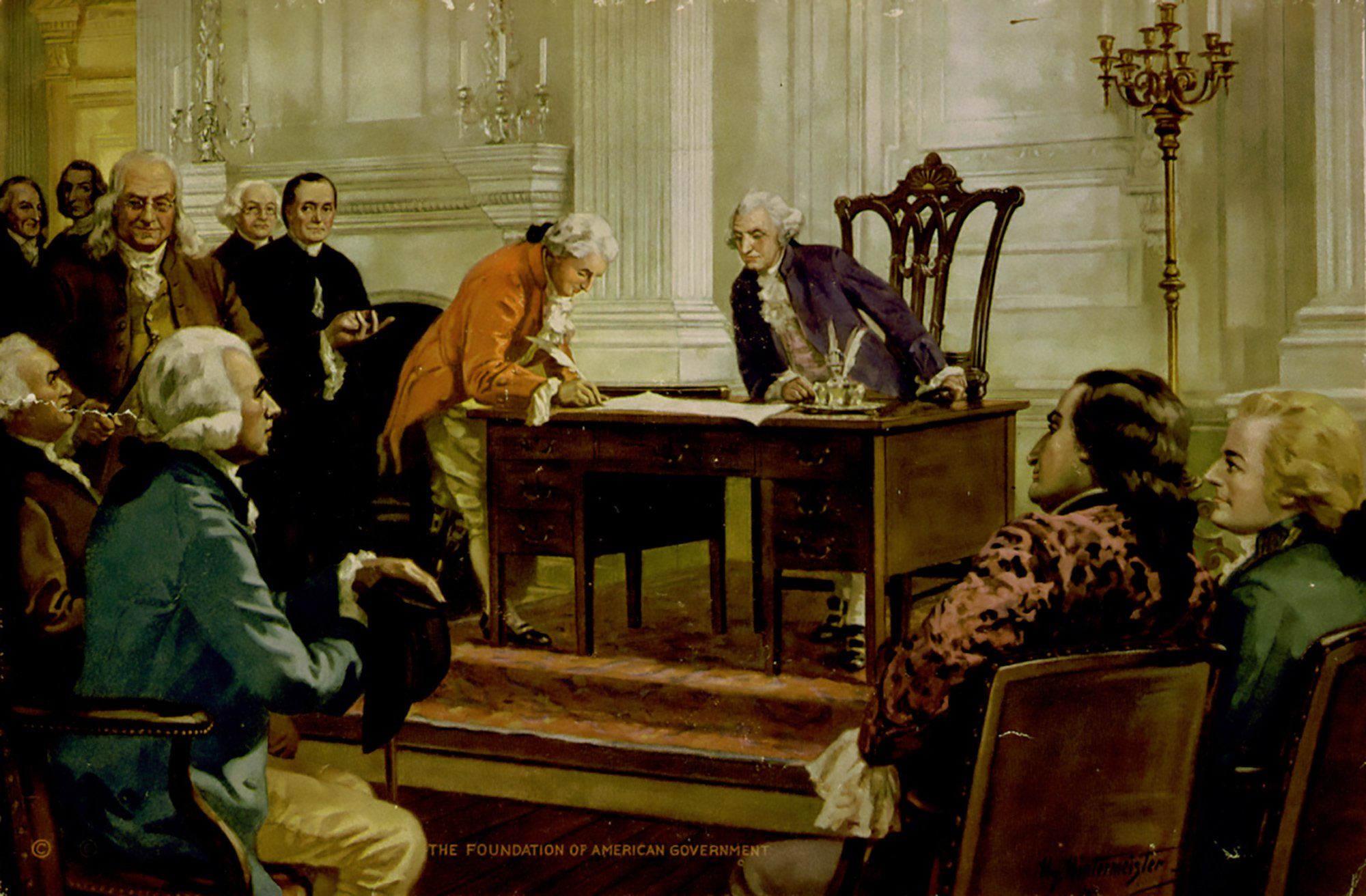
في لوحة جون هنري هنترميستر التي رسمها عام 1925 بعنوان "مؤسسة الحكومة الأمريكية"، يظهر جورج واشنطن وهو يشهد لحظة توقيع جوفرنور موريس على الدستور، بينما يقف إلى أقصى اليمين كل من ألكسندر هاميلتون وإدموند راندولف متأملين المشهد.

#### اتفاقية فرجينيا
رغم تحفظاته السابقة، غيّر إدموند راندولف موقفه خلال اتفاقية التصديق في فرجينيا عام 1788. ترأس المؤتمر الذي انقسمت فيه الآراء بين مؤيدين ومعارضين للدستور، ما أثار استياء جورج ماسون – أحد أبرز قادة المعارضة إلى جانب باتريك هنري – من تراجع راندولف عن موقفه الرافض. وكان ماسون يطالب بإجراء تعديلات قبل التصديق، بينما رأى راندولف أن الدستور ذاته ينص على آلية للتعديل، مشيرًا إلى أن البعض اعتبر الإصرار على التعديلات المسبقة غير ضروري. ورغم أنه، كغيره من المدافعين عن التعديل قبل التصديق، رأى أن التعديلات ستكون أسهل قبل اعتماد الدستور، فقد أدرك أن رفض التصديق يعرض فرجينيا للعزلة عن النظام الفيدرالي الوليد.
وكتب راندولف: "إذا لم ننجح في تمرير التعديلات رغم كل ما بذلناه من جهد، فسأقبل بالدستور كما هو" (المصدر مطلوب). وبحلول 2 يونيو 1788، كانت ثماني ولايات قد صادقت عليه، ورأى راندولف أن أمام فرجينيا خيارين لا ثالث لهما: التصديق أو الانفصال. لم يشكّك قط في أهمية الوحدة الوطنية.
وفي اتفاقية ريتشموند، قدّم راندولف تفسيرًا يقبله الساسة المحليون، مؤكدًا أن هذا الدستور لن يؤدي إلى اتحاد مركزي صلب، بل سيجمع بين دول تحتفظ بسيادتها. ووفقًا له، ساهمت مداخلاته في إقناع خمسة من عشرة مندوبين كانت مواقفهم غير معروفة. وبفارق خمسة أصوات فقط، حصل الفيدراليون في فرجينيا على المصادقة المنشودة.

#### حكومة واشنطن
كافأ الرئيس جورج واشنطن إدموند راندولف على دعمه السياسي بتعيينه أول مدعٍ عام للولايات المتحدة في سبتمبر 1789. خلال فترة عمله، حافظ راندولف على توازن دقيق بين توماس جيفرسون (ابن عمه من الدرجة الثانية) وألكسندر هاملتون، وهما خصمان سياسيان بارزان في إدارة واشنطن. وكما حدث خلال مناقشات التصديق على الدستور بين عامي 1787 و1788، سعى راندولف إلى التوفيق بين الأطراف المتنازعة بدلاً من التمترس خلف مواقف أيديولوجية صارمة، مع إيلاء اهتمام للتكاليف السياسية المحتملة لمثل هذا التشدد. وواصل الإسهام بفعالية في بناء الإطار القانوني والسياسي للدولة الفيدرالية الجديدة وعلاقاتها بالولايات.
عندما استقال جيفرسون من وزارة الخارجية عام 1793، خلفه راندولف في المنصب. أبرز مبادرة دبلوماسية خلال ولايته كانت معاهدة جاي مع بريطانيا في عام 1794، والتي أعدها هاملتون ووضع تعليماتها، مما جعل دور راندولف فيها ثانويًا رغم أنه كان الوزير الموقع. عارض راندولف المعاهدة، التي أثارت جدلاً واسعًا في الولايات المتحدة. وفي نهاية ولايته، اكتملت المفاوضات المتعلقة بمعاهدة بينكني مع إسبانيا.

## زواجه من إليزابيث نيكولاس
كانت إليزابيث نيكولاس ابنة روبرت كارتر نيكولاس الأب، الذي كان يشغل آنذاك منصب أمين خزينة ولاية فيرجينيا. كتب راندولف إلى أطفاله بعد وفاة زوجته:
وُلدنا أنا وهي في مدينة ويليامزبرغ، بفارق اثنتي عشرة ساعة فقط؛ أنا في العاشر من أغسطس 1753، وهي في الحادي عشر. عمتي راندولف، التي رأت كلًّا منا بعد ولادته بوقت قصير، تنبأت حينها بوضوح بأننا سنتزوج يومًا ما — وهو أمر بدا بعيد الاحتمال آنذاك بسبب الانقسامات بين عائلتينا، بل وبدا مع مرور الوقت مستحيلًا بسبب تعمّق تلك العداوات. تعلّمنا أساسيات القراءة في طفولتنا في المدرسة ذاتها... وقد أسرتني بفضل ما تمتعت به من نعمة، وبشاشة، وذكاء فطري، وطيبة قلب. لا أذكر أنني قدّرت حينها هذه الصفات حقّ قدرها، والتي اكتشفت لاحقًا أنها أساس السعادة الزوجية؛ لكن العناية الإلهية أغدقت عليّ بلطفها أكثر مما كان ليختاره عقلي الواعي... لم أكن أطلب سوى أن تقتنع بصدق بأنها ستكون سعيدة معي
في 29 أغسطس 1776، تزوج إدموند راندولف من إليزابيث "بيتسي" نيكولاس، في زواج اتسم على مدار السنوات بالعاطفة العميقة والمودة الصادقة. كانت العلاقة بينهما مثالية إلى حد أن بناتهما لم يتذكرن وقوع أي خلاف بين والديهما. في إحدى المرات، وبعد أن روت السيدة راندولف حادثة بسيطة، قاطعها راندولف قائلاً بانزعاج: "هذه مجرد ثرثرة". فانسحبت السيدة إلى غرفتها ولم ترد على طرقاته اللطيفة. فأصر قائلاً: "بيتسي، لدي عمل عاجل في المدينة، لكنني لن أغادر هذا المنزل قبل أن يُسمح لي بالاعتذار لك". وما إن فُتح الباب حتى انتهى هذا المشهد النادر من التوتر.
لكن في 6 مارس 1810، تلقى راندولف ضربة قاسية لم يتعافَ منها، إذ توفيت زوجته الحبيبة. وبعد دفنها، كتب نصًا مؤثرًا لأطفاله، يستعرض فيه قصة حبهما الطويلة، واصفًا إياهم بـ"أفضل الشهود على صدق هذا التاريخ الموجز".
وفي أحد المقاطع المؤثرة، كتب راندولف:
| إدموند راندولف | عيناي تلاحقان في كل لحظة أشياءً ارتبطت بها؛ أحيانًا يخدعني صوت يشبه صوتها؛ أحمل قلبي كل يوم في زيارة لأغراضها الثمينة؛ وفوق كل شيء، يبرز وضعي الحالي في تناقض صارخ مع فراغ غيابها، والندم، والحزن، مقارنة بالسعادة الصافية التي عشتها معها رغم تقلبات الحياة. لقد نذرتُ عند قبرها أن أستمر كل يوم في الحفاظ على التواصل الروحي معها | إدموند راندولف |

## استقالته
تسببت فضيحة دبلوماسية تتعلق برسالة فرنسية تم اعتراضها في استقالة إدموند راندولف من منصب وزير الخارجية في أغسطس 1795. كان راندولف قد كُلّف بالحفاظ على علاقات ودّية مع فرنسا، لكن البحرية البريطانية اعترضت مراسلات سرية من الوزير الفرنسي جوزيف فوشيه إلى رؤسائه، وسلّمتها إلى الرئيس جورج واشنطن. الرسائل كشفت ازدراءً واضحًا للولايات المتحدة، وأشارت إلى أن راندولف قد أفشى معلومات من مناقشات داخل مجلس الوزراء الفرنسيين، وأخبرهم بأن الإدارة الأمريكية تتبنى موقفًا عدائيًا تجاه فرنسا. ووفقًا للمؤرخين إلكينز وماكيتريك، فقد كان في الأمر "ما يسيء بشكل خطير إلى نوايا الحكومة وسمعتها".
على الفور، تجاهل واشنطن نصيحة راندولف الرافضة لمعاهدة جاي، وبعد أيام، سلّمه نص الرسائل الفرنسية في اجتماع لمجلس الوزراء، وطالبه بتفسير. لم يتمكن راندولف من الرد واستقال فورًا. ويرى المؤرخون، مثل تشيرنو وإلكينز، أن فرنسا لم تحاول رشوة راندولف، لكنه كان "شخصية مثيرة للشفقة، يمتلك بعض المواهب وقليلًا من الخبث، لكنه عرضة للوقوع في التهوّر وفقدان الحكم السليم".
رغم ذلك، حاول راندولف لاحقًا الدفاع عن نفسه في كتابه "Vindication"، حيث أبدى انشغاله البالغ بتأثير الفضيحة على سمعته العامة والخاصة، وهي مسألة كانت لها أهمية كبرى في القرن الثامن عشر. وقد حصل في النهاية على تراجع علني من الوزير فوشيه.
بعد استقالته، تبيّن أن راندولف مسؤول ماليًا عن خسارة كبيرة أثناء توليه وزارة الخارجية. وقد حُكم عليه لاحقًا بأنه مدين للحكومة بأكثر من 49 ألف دولار، قام بسدادها بنفسه.

## سنواته الأخيرة
بعد ترك مجلس الوزراء الفيدرالي، عاد راندولف إلى ولاية فرجينيا لممارسة القانون، حيث كان قائدًا لنقابة المحامين في الولاية.  قضيته الأكثر شهرة كانت الدفاع عن آرون بور في محاكمته بتهمة الخيانة في عام 1807.
في عام 1791، انتخب راندولف في الجمعية الفلسفية الأمريكية.

## وفاته
أمضى إدموند راندولف سنواته الأخيرة ضيفًا لدى صديقه ناثانيال بورويل في منزل كارتر هول القريب من ميلوود في ولاية فرجينيا، وتحديدًا في مقاطعة كلارك. وفي أواخر حياته، أُصيب بالشلل، وتوفي في 12 سبتمبر 1813 عن عمر ناهز الستين عامًا. دُفن بالقرب من مكان إقامته، في مقبرة عائلة بورويل المجاورة للكنيسة القديمة المعروفة باسم "Old Chapel".

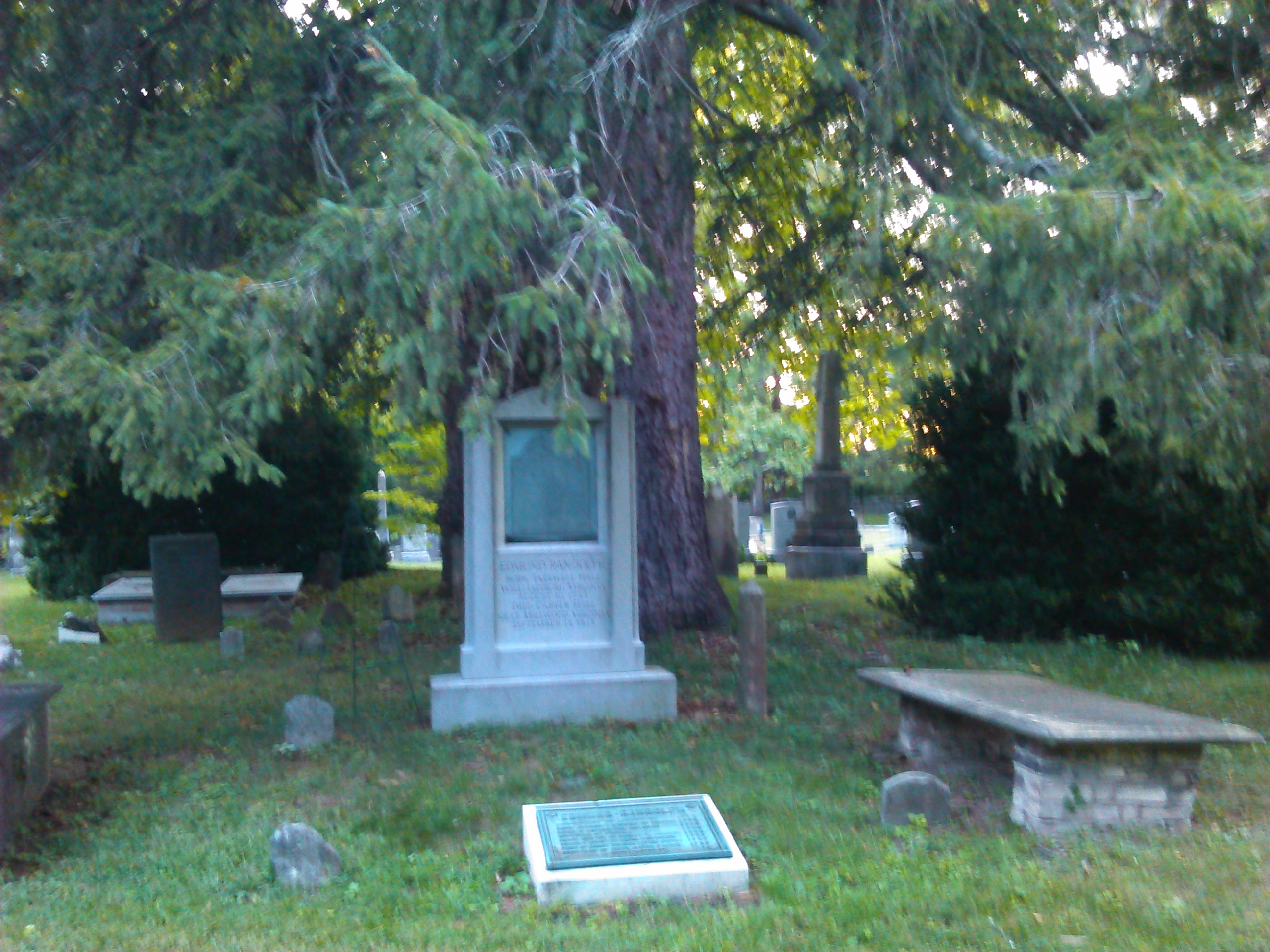
ضريح إدموند راندولف

تمت تسمية مقاطعة راندولف في فرجينيا الغربية، التي تأسست عام 1787، تكريمًا له، كما سُميت مقاطعة راندولف في إلينوي أيضًا باسمه. وكان راندولف يشغل منصب حاكم ولاية فرجينيا عندما تنازلت الولاية عن ما يُعرف أحيانًا بـ "مقاطعة إلينوي التابعة لفرجينيا"—وهي منطقة كانت موضع نزاع بين فرجينيا وبنسلفانيا وغيرهما—لصالح الحكومة الفيدرالية الجديدة، التي أنشأت لاحقًا الإقليم الشمالي الغربي.
تحمل مقاطعة راندولف في إلينوي شعار "حيث بدأت إلينوي"، إذ كانت واحدة من أول مقاطعتين تم الاستقرار فيهما ضمن الإقليم. وتضم بلدة كاسكاسكيا، التي كانت أول مركز إداري لمقاطعة إلينوي، ثم أصبحت عاصمتها، ولاحقًا أول عاصمة لولاية إلينوي.
وتكريمًا لإرثه القانوني، تحمل أرفع جائزة تمنحها وزارة العدل الأمريكية اسمه، وهي جائزة إدموند ج. راندولف، وتُمنح للأفراد الذين يقدمون "مساهمات بارزة في إنجازات ذات أهمية وطنية".

## روابط خارجية
- إدموند راندولف على موقع الموسوعة البريطانية (الإنجليزية)
- إدموند راندولف على موقع إن إن دي بي (الإنجليزية)